# Col·legi Maristes Montserrat
El Col·legi Montserrat o Col·legi Maristes Montserrat és un edifici de Lleida protegit com a bé cultural d'interès local. A l'edifici hi ha una escola que es diu Col·legi Maristes Montserrat.

## Edifici
Edifici escolar aïllat, amb el seu pati de jocs. Baixos, soterrani, cos central de quatre pisos i dues ales de tres plantes. Façana austera al bloc primitiu i més ornada a les altres de tipus eclecticista. Escala desdoblegada al cos central, capella i sala d'actes. Campana a la petita espadanya i cupulí de remat.
Murs de càrrega de rajola vista i cobertes de teula àrab, fonaments de carreus de pedra.

## Escola
Els Germans Maristes s'establiren a Lleida el 1896. Als anys 20 s'afegeix el cos central i l'ala oest de l'edifici antic.